# The Dark Frigate
The Dark Frigate (trad. litt. : « La Sombre Frégate ») est un roman historique pour enfants de 1923 écrit par Charles Boardman Hawes. Il remporte la médaille Newbery en 1924. C'était le troisième et dernier roman écrit par Hawes, mort peu de temps avant sa publication. 
Le roman est inédit dans les pays francophones. 

## Résumé
Le livre s'ouvre sur le Londres du 17e siècle. Philip Marsham, un marin de dix-neuf ans, vient de devenir orphelin lorsque le navire de son père est perdu en mer. Un accident avec une arme à feu le pousse à fuir Londres, laissant derrière lui le petit héritage laissé par son père. Il décide de traverser l'Angleterre à pied en direction de Bideford. Au cours de son voyage, il rencontre Sir John Bristol, un Lord local qui impressionne grandement le jeune homme. Il rencontre également deux hommes, Tom Jordan et Martin Barwick qui prétendent être des compagnons de navigation. Tom, plus connu sous le nom de l'Ancien (en anglais : « Old One »), se sépare bientôt de leur compagnie ; cependant, Martin reste le compagnon de voyage de Phil. Lorsqu'ils atteignent Bideford, Martin le mène à la maison de la Mère Taylor, une vieille femme qui travaille comme intermédiaire pour de nombreuses activités illégales. Elle les informe que l'Ancien est déjà parti sur un navire, mais elle leur trouve des postes sur une frégate connue sous le nom de Rose of Devon. 
Une fois à bord de la frégate, Phil impressionne rapidement le capitaine par ses talents. Lorsque le bosco est tué dans un accident, Phil est promu pour le remplacer. Après une violente tempête, l'équipage du Rose of Devon rencontre un navire naufragé. En sauvant les survivants, Phil est surpris de découvrir qu'ils sont menés par l'Ancien. Bien que l'Ancien et ses partisans aient initialement présenté un masque de convivialité, ils révèlent bientôt leur vraie nature de pirates, tuant le capitaine de la Rose et prenant le contrôle du navire. Tentés par la promesse de vastes richesses, la majorité de l'ancien équipage de la Rose rejoint volontiers l'Ancien. Seuls Phil et Will Canty, un autre marin du même âge, hésitent à suivre. Appréciant immédiatement Phil, l'Ancien lui permet de conserver son poste de bosco, espérant le convaincre de les rejoindre volontairement. 
La bande de pirates nouvellement formée tente plusieurs raids contre d'autres navires, mais aucun d'entre eux ne se passe bien, et ils finissent par rassembler qu'un maigre butin. Lors d'une tentative d'attaque contre une petite ville insulaire, Will Canty en profite pour s'échapper et tenter de trouver de l'aide. Malheureusement, il est rapidement repris par les pirates qui le torturent et le tuent. Voir son ami assassiné est la dernière goutte d'eau pour Phil qui tente peu après sa propre évasion. Fuyant vers une île voisine, il aperçoit un autre navire ancré à proximité. Quand il nage vers celui-ci pour enquêter, il découvre qu'il s'agit d'un navire de guerre britannique, mais il est capturé par son équipage. Il parvient à les convaincre du bateau pirate à proximité, et ainsi prévenu, ils sont facilement capables de vaincre l'Ancien et son équipage, et capturent la Rose of Devon. Malheureusement, le capitaine britannique n'est pas convaincu de l'innocence de Phil, croyant plutôt qu'il était un espion pirate qui, une fois capturé, a vendu ses amis pour tenter de gagner sa liberté. Phil est arrêté avec le reste de l'équipage pirate et ramené en Angleterre pour y être jugé. 
Lors du procès, il semble certain que tout l'équipage, y compris Phil, sera reconnu coupable et pendu. Lorsqu'il est appelé à la barre pour se défendre, Phil insiste à nouveau sur le fait qu'il était un participant involontaire aux activités de piraterie. Cependant, lorsqu'on lui demande de témoigner contre le reste de l'équipage du Rose, il refuse au motif que même si cela lui a été imposé, ils étaient toujours ses compagnons. Impressionné par le courage et l'honneur de Phil, l'Ancien témoigne en son nom, déclarant à la cour que Phil est en effet innocent des accusations portées contre lui. À l'issue du procès, Phil seul est acquitté. L'équipage de pirates est exécuté peu de temps après, seul l'Ancien conserve son visage fier jusqu'à la fin. 
Après avoir retrouvé sa liberté, Phil retourne sur les terres de Sir John Bristol et demande au seigneur d'être mis à son service. Phil devient l'un des compagnons les plus proches de Sir John pendant plusieurs années et sert sous ses ordres pendant la guerre civile anglaise aux côtés des royalistes. Bien que Phil gravisse les échelons pendant la guerre, les forces d'Oliver Cromwell finissent par sortir victorieuses et Sir John est tué au combat. De plus en plus fatigué de l'Angleterre, Phil décide de quitter le pays et se rend à nouveau aux quais de Bideford. Il est choqué d'y trouver la Rose of Devon parmi les navires et, après avoir parlé avec son nouveau capitaine, s'inscrit comme passager pour la Barbade. 

## Personnages principaux

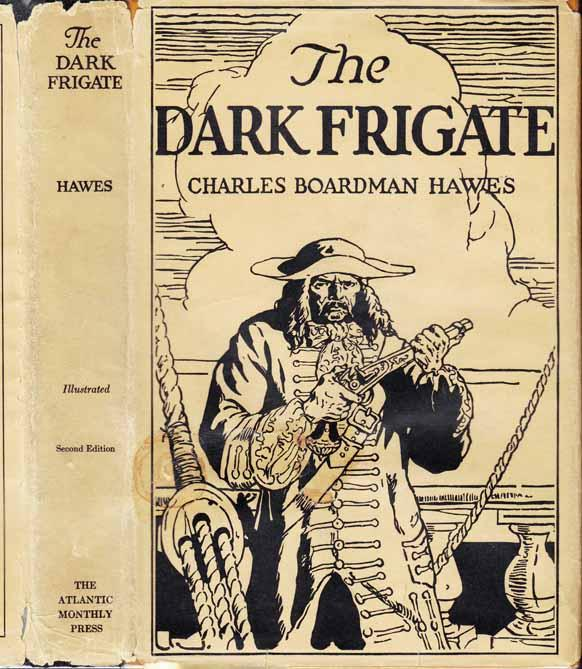
Couverture de la seconde édition américaine (1924).

- Couverture de la seconde édition américaine (1924).Philip Marsham : Le protagoniste de l'histoire, âgé de dix-neuf ans. Il a été élevé seul par son père marin, et a donc une expérience sur les navires depuis son plus jeune âge. Il devient un membre involontaire d'un équipage de pirates lorsque le navire sur lequel il sert est repris par l'Ancien et ses partisans.
- Tom Jordan : Plus communément connu sous le nom de l'Ancien (« Old One »), il est le principal antagoniste du livre et le chef du groupe de pirates qui a pris le contrôle de la Rose of Devon. Bien qu'il soit violent, cruel et sujet à des accès de fureur extrême, il se montre également courageux et possède une personnalité dominante. La narration du livre déclare qu'il possédait tous les traits de leadership, et s'il était né à une autre époque, il serait très probablement devenu un grand héros naval au lieu d'un pirate.
- Martin Barwick : Un homme que Phil rencontre sur la route de Bideford et qui devient son compagnon de voyage. Il fait partie de l'équipage de pirates de l'Ancien et aide à la capture de la Rose of Devon. Martin est un homme lâche et incompétent, et est souvent la cible des moqueries du reste de l'équipage.
- Will Canty : Un jeune marin ayant à peu près le même âge que Phil. Les deux deviennent de bons amis et, comme Phil, Will déteste l'équipage de pirates. Bien qu'il essaye plusieurs tentatives de sabotage contre les pirates en secret, l'Ancien est bien conscient de ses activités. Lorsqu'une tentative de fuite pour obtenir de l'aide échoue, il est torturé et tué.
- Sir John Bristol : Un petit seigneur que Phil rencontre au début du livre. Malgré leur brève rencontre, Phil est immédiatement impressionné par le chevalier qui lui rappelle son père. Après la fin de ses aventures sur la Rose of Devon, Phil retourne dans la propriété de Sir John et sert avec lui pendant la guerre civile anglaise. Sir John est tué lors de la deuxième bataille de Newbury.

## Récompenses
Le travail de Charles Hawes est récompensé par la médaille Newbery en 1924. Mort en juillet 1923, c'est sa femme, Dorothea, fille du romancier George Washington Cable, qui recevra la médaille à sa place. Hawes est le seul auteur à avoir reçu ce prix à titre posthume.
Le roman gagne également le Lewis Carroll Shelf Award (en) en 1962.

## Publications
La première édition américaine sort chez Atlantic Monthly Press. Celle-ci est illustrée de plusieurs dessins en noir et blanc qui serait, à tort, attribués à Anton Otto Fischer par de nombreuses sources. Les dessins sont en fait signés A.L.R. et ont été réalisés par l'artiste Aiden Lassell Ripley (1896-1969).

## Adaptation
Le roman est adapté en bande dessinée en 1956. Publiée dans le comics Classics Illustrated, celui-ci reprend des classiques de la littérature. L'histoire est scénarisée par Anette Rubinstein et dessinée par Robert Webb et Ed Waldman. Le comics est traduit en français en 1958 et sort dans la série Classiques illustrés.